# Rhinosolea microlepidota
Rhinosolea microlepidota es una especie de pez de la familia Soleidae en el orden de los Pleuronectiformes.

## Morfología
Pueden alcanzar los 2,4 cm de longitud total.

## Distribución geográfica
Se encuentra en las  costas de las Islas Ryukyu.